# Geum kokanicum
Geum kokanicum är en rosväxtart som beskrevs av Eduard August von Regel och Schmalh.. Geum kokanicum ingår i släktet nejlikrotsläktet, och familjen rosväxter. Inga underarter finns listade i Catalogue of Life.